# John Ross (polarforsker)
 For alternative betydninger, se John Ross. (Se også artikler, som begynder med John Ross)
John Ross (født 24. juni 1777 i Balsaroch, Wigtonshire, død 21. august 1856) var en engelsk søofficer og polarfarer.
Ross deltog med hæder i søkrigene i slutningen af 18. og begyndelse af 19. århundrede 1818 blev han stillet i spidsen for en ekspedition, bestående af skibene "Isabella" og "Alexander", der skulle søge en nordvestpassage; det sidstnævnte skib var under kommando af William Edward Parry. Man sejlede gennem Baffinbugten og nåede 76° 54′ bredde, nordvest for Cary Øerne. Han kaldte den store nordøstlige bugt for Melville Bugt, og traf i nærheden af Kap York en eskimostamme, som ikke tidligere havde haft samkvem med europæerne, og som kaldtes Arctic Highlanders. Man sejlede 50 sømil ind i Lancaster Sund og kortlagde vestkysten af Davisstrædet. Resultatet af ekspeditionen var Baffinbugtens genopdagelse, hvorimod eftersøgningen af Nordvestpassagen ikke var rykket et skridt nærmere på grund af Ross’ ufuldstændige undersøgelse af sundene i bugtens nordlige og vestlige del, der havde forledt ham til at anse dem alle for helt omsluttede af land. Denne anskuelse deltes ikke af flertallet af hans officerer, som navnlig var overbevist om, at et indløb til Polarhavet fandtes i Lancaster Sund. Som følge heraf udsendtes det påfølgende år Parry, som havde stor fremgang den angivne vej.
Ross bestræbte sig forgæves på at få ledelsen af en regeringsekspedition, men 1829 lykkedes det ham på Felix Booths bekostning at udruste hjuldamperen "Victory", med hvilken han gik gennem Lancaster Sund og Prince Regent Inlet for at finde Nordvestpassagen. Han passerede Bellot Stræde uden at opdage det, og blev tvunget til overvintring i Felix Havn på omtrent 70° Bredde. Det ny land, hvorved han befandt sig, kaldtes Boothia Felix. Ross kom i venskabelig forbindelse med de i nærheden boende eskimoer, der gav ham oplysning om landet. Ross’ Nevø, James Clark Ross, var med som næstkommanderende på ekspeditionen. På rejser med hundeslæder krydsede han den sydligere landtange og opdagede James Ross Stræde og King William Land; hans største opdagelse var dog beliggenheden af den magnetiske nordpol på vestkysten af Boothia Felix på 70° 5′ bredde og 96° 44′ vestlig længde. Skibet måtte forlades, og efter fire vintres ophold på østkysten af Boothia Felix og North Sommerset blev besætningen endelig efter store savn og lidelser optaget 26. august 1833 ved Lancaster Sund af hvalfangerskibet "Isabella", det samme skib, som Ross havde ført 1818. Ross blev adlet, og parlamentet bevilgede ham 5000 £ til erstatning for hans udgifter ved ekspeditionen, og Felix Booth blev ophøjet til Baronet.
Ross tilbød gentagne gange sin tjeneste til eftersøgningen af Franklin-ekspeditionen, men da admiralitetet ikke modtog den, henvendte han sig til Hudsonbay Kompagniet, og ved dettes hjælp sattes han 1850 — altså 73 år gammel — i stand til at udruste skonnerten "Felix" og dæksbåden "Mary". Ross overtog undersøgelsen af nordkysten af Barrow Stræde mellem Wellington Kanal og Melville Ø. Skibet overvintrede i Assistance Bugt på Cornwallis Ø og vendte næste år hjem med uforrettet sag, ligesom alle de andre.
Ross udnævntes til kontreadmiral.